# Elgiva rufina
Elgiva rufina är en tvåvingeart som först beskrevs av Friedrich Georg Hendel 1931.  Elgiva rufina ingår i släktet Elgiva och familjen kärrflugor. Inga underarter finns listade i Catalogue of Life.